# Pinomiris monophyllae
Pinomiris monophyllae är en insektsart som beskrevs av Stonedahl och Schwartz 1996. Pinomiris monophyllae ingår i släktet Pinomiris och familjen ängsskinnbaggar. Inga underarter finns listade i Catalogue of Life.